# ستانتسه (ورانگه)
ستانتسه (به صربی: Stance) یک منطقهٔ مسکونی در صربستان است که در ناحیه پچینیا واقع شده‌است. ستانتسه ۱۱۳ نفر جمعیت دارد.